# Лора Енн Вілкінсон
Лора Енн Вілкінсон (англ. Laura Wilkinson, 17 листопада 1977) — американська стрибунка у воду.
Олімпійська чемпіонка 2000 року, учасниця 2004, 2008 років.
Чемпіонка світу з водних видів спорту 2005 року.